# Annabella Drummond
Anabella Drummond (c. 1350-1401) va ser reina consort d'Escòcia per matrimoni amb Robert III d'Escòcia.

## Vida

### Infantesa i joventut
Anabella era filla de sir John Drummond, de Stobhall, a prop de Perth, 11è Thane (a Escòcia medieval, cap administratiu i socioeconòmic d'un territori) de Lennox i cap del clan Drummond, i Mary Montifex, la filla més gran i cohereva del senyor William de Montifex, justícia d'Escòcia (cap de la institució que impartia justicia). Ha estat erròniament postulat que son pare era el mateix John Drummond germà de Margaret Drummond, reina d'Escòcia, però com que les dates històriques no coincideixen, el més probable és que en fos un avantpassat proper.

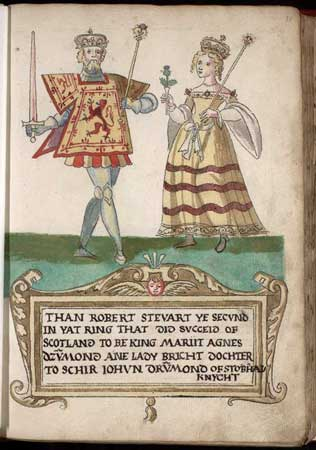
Il·lustració representant Anabella I el seu marit el rei

Anabella es va casar amb John Stewart (el futur Robert III d'Escòcia) l'any 1367. Aviat, es va trobar embolicada en una lluita de poder amb el germà del seu marit, Robert Stewart, duc d'Albany. Atès que Anabella i John van tenir dues filles, però cap fill, Robert va recolzar una llei que impedís a les dones heretar el tron.

### Regnat
Anabella va ser coronada amb Robert al palau de Scone quan ell va accedir al tron l'any 1390. Va continuar tenint fills fins passats els quaranta anys per, finalment donar a llum a un nen, el futur Jaume I d'Escòcia, el 1394.
El rei Robert, invàlid des de 1384 a causa d'un accident amb un cavall, era cada cop més pessimista i incompetent amb el seu regnat i no era capaç de governar. Durant aquest temps sembla que li va dir a Anabella que hauria de ser enterrat en una pila d'excrements amb l'epitafi: "Aquí roman el pitjor dels reis i el més miserable dels homes".
Com que el rei no era capaç de governar, Anabella va ser impulsada a prendre el control dels afers estatals com a governant de facto. Les cròniques d'Escòcia generalment elogien la reina Anabella i la seva conducta com a reina. Protegint els interessos del seu fill gran, David, va arranjar un gran torneig el 1398 a Edimburg, on el seu fill més gran va ser nomenat cavaller. L'abril d'aquell any Anabella també va convocar un consell on David va ser nomenat duc de Rothesay i lloctinent del reialme.
La vila d'Inverkeithing a la regió de Fife era la residència favorita de la reina. La seva presència encara es recorda a la pila baptismal de gres, decorada amb àngels i heràldica, que ella va presentar a l'església parroquial de la ciutat, una de les millors peces conservades d'escultura medieval tardana escocesa.
Anabella va morir al palau de Scone l'octubre de 1401, i va ser enterrada al seu poble natal, Dunfermline. Amb la pèrdua de la seva protecció, el seu fill més gran, David, va ser pres pel seu oncle, Robert Stewart, duc d'Albany, i morí poc després en estranyes circumstàncies.

## Descendència
Anabella va tenir diversos fills amb Robert III:
- Elizabeth, es va casar amb James Douglas, 1r baró de Dalkeith
- Mary, casada primer amb George Douglas, 1r Earl d'Angus, després amb sir James Kennedy el més jove; després amb William Graham de Kincardine, i finalment amb sir William Edmonstone de Duntreath
- Egidia, va morir jove
- Margaret, es va casar amb Archibald Douglas, 4t Earl de Douglas
- Robert, va morir jove
- David, posteriorment duc de Rothesay
- James, posteriorment rei dels escocesos